# Clase Dream
La clase Dream es una clase de cruceros, operados por Carnival Cruise Lines y Costa Cruceros. El buque líder de la clase, el Carnival Dream, entró en servicio en septiembre de 2009.
Carnival Dream y sus gemelos, Carnival Magic, Carnival Breeze y Costa Diadema, desplazan alrededor de 130 000 toneladas en bruto (GT) y los primeros tres fueron los barcos más grandes jamás construidos para Carnival Cruise Line hasta que el Carnival Vista se inauguró en 2015. El diseño de los barcos es una evolución de los cruceros clase Conquest. Los añadidos más importantes en los diseños son un paseo exterior de media milla en la cubierta 5, con cafés al aire libre, jacuzzis situados a lo largo del borde del paseo (en el trío Carnival) y un parque acuático.

## Unidades
| Buque                | Año pedido           | En servicio          | Tonelaje             | Puerto base                                   | Bandera              | Notas                                    | Imagen               |
| Carnival Cruise Line | Carnival Cruise Line | Carnival Cruise Line | Carnival Cruise Line | Carnival Cruise Line                          | Carnival Cruise Line | Carnival Cruise Line                     | Carnival Cruise Line |
| -------------------- | -------------------- | -------------------- | -------------------- | --------------------------------------------- | -------------------- | ---------------------------------------- | -------------------- |
| Carnival Dream       | 2006                 | 2009–presente        | 128,251 tn           | Galveston, Texas                              | Bandera de Panamá    |                                          |                      |
| Carnival Magic       | 2007                 | 2011–presente        | 128,048 tn           | Norfolk, Virginia Puerto Cañaveral Nueva York | Bandera de Panamá    |                                          |                      |
| Carnival Breeze      | 2010                 | 2012–presente        | 128,052 tn           | Galveston, Texas                              | Bandera de Panamá    |                                          |                      |
| Costa Cruceros       |                      |                      |                      |                                               |                      |                                          |                      |
| Costa Diadema        | 2012                 | 2014–presente        | 132,500 tn           | Savona                                        | Bandera de Italia    | El crucero más grande de la clase Dream. |                      |